# Station Żywiec
Station Żywiec is een spoorwegstation in de Poolse plaats Żywiec.